# Dido
Dido Florian Cloud de Bounevialle O'Malley Armstrong ili samo Dido (London, 25. prosinca 1971.) je britanska pjevačica.

## Životopis
Dido je kćer Claire, francuske pjesnikinje, i Williama O'Malley Armstronga, nakladnika i vlasnika knjižare. Roditelji su je strogo odgajali, pa nije smjela gledati TV i rijetko je imala priliku putovati s obitelji izvan države. Još kao jako mala pokazivala je talent i sklonost prema glazbi pa je sa šest godina upisala čuvenu "Guidance Music" školu u Londonu, a već s 10 godina je naučila svirati klavir i violinu. Dok je bila tinejdžerica, nastupala je širom Velike Britanije s orkestrom koji je izvodio klasičnu glazbu, ali je shvatila da sebe ne prepoznaje u tome. Dido je započela studirati pravo na "Birkbeck" sveučilištu u Londonu, no nikad to nije završila jer se odlučila posvetiti glazbi.

### Raniji radovi (do 1997.)
Njen stariji brat i glazbeni producent Rollo Armstrong je 1995. godine osnovao sa svojim prijateljima Maxy Jazzom i Sister Bliss sastav "Faithless". Dido je otpjevala sve prateće vokale na prvom albumu Faithlessa - "Reverence" i bila koautor i glavni vokal za pjesmu "Flowerstand Man", čime započinje njena profesionalna karijera.
U vrijeme dok je surađivala s grupom Faithless, Dido je snimila demoverzije nekoliko pjesama, koje su završile na nikad objavljenom albumu "Odds & Ends", ali je taj demoalbum poslužio kao promotivni materijal izdavačkim kućama. Neke od pjesama su kasnije dorađene i objavljene ("Take My Hand" se nalazi na albumu "No Angel", a "Sweet Eyed Baby" je remiksirana i preimenovana u "Don't Think of Me", dok su "Worthless" i "Me" pronašle mjesto na posebnoj japanskoj ediciji albuma).
Godine 1997., nakon što je čuo njene demosnimke, Dido je otkrio legendarni menadžer Clive Davis, koji je, između ostalih, imao pod ugovorom Brucea Springsteena i Janis Joplin. Ona nakon toga potpisuje ugovor za svoj prvi solo album s američkom izdavačkom kućom "Arista Records".

### Put do uspjeha (od 1998.)
U lipnju 1999. album "No Angel" je bio objavljen u SAD-u, što je Dido dalo mnogo vremena za promociju u toj državi. Veliku pomoć u razvoju karijere Dido je dobila suradnjom s Eminemom u njegovoj pjesmi "Stan", koja se našla na Eminemovom albumu "Marshal Matters LP". U pjesmi se pojavljuje sempl pjesme "Thank You". "Stan" je postao svjetski hit, a sve se više ljudi počelo interesirati za njenu glazbu. Također, uspjehu je pridonijela i pjesma "Here with Me", koja se koristila kao tema za znanstvenofantastičnu teen seriju "Roswell". Godine 1998. pjesma "Thank You" se pojavila na soundtracku filma Sliding Doors.

### No Angel (2001. – 2002.)
Godine 2001. album "No Angel" je, dvije godine nakon originalnog izdavanja 1. lipnja 1999. godine, objavljen u ostatku svijeta, gdje je postigao izuzetan uspjeh, a izdvojile su se pjesme "Here With Me", "Thank You", "Hunter", "All You Want" i "Don't Think of Me". Ovaj album je Dido donio mnogo nagrada, među kojima su najznačajnije MTV-jeva nagrada za Najboljeg novog izvođača (2001.) i BRIT nagrade za najbolji album i najboljeg ženskog izvođača (2002.) 
"No Angel" je postao najprodavaniji album 2001. u Velikoj Britaniji, debitirajući, i vraćajući se na broj jedan službenih albumskih ljestvica u Velikoj Britaniji mnogo puta kroz godinu. S njega su skinuta dva "top deset" singla, "Here with Me" i "Thank You", te "top dvadeset" singl, "Hunter". Album je postao platinast u čak trideset i pet zemalja te je prodan u gotovo 15 milijuna kopija diljem svijeta.

### Life for Rent i Live 8 (2003. – 2005.)
Album "Life for Rent" je objavljen 29. rujna 2003. (u svijetu) i 30. rujna 2003. (u SAD-u i Kanadi) te je postao jedan od nabrže prodavanih albuma u britanskoj glazbenoj povijesti. Debitirao je na vrhu ljestvica u Velikoj Britaniji, Irskoj, Francuskoj, Danskoj, Švicarskoj, Južnoj Africi, Australiji, Grčkoj, Meksiku, Hong Kongu, Maleziji i Tajlandu, kao i unutar "top pet" na ljestvicama u SAD-u, Italiji, Novom Zelandu, Nizozemskoj, Njemačkoj i Austriji. Album je prodan u više od 152.000 kopija već prvog dana u Velikoj Britaniji, a dostigao je broj od 400.000 prodanih kopija u prvom tjednu. Prvi singl s albuma, "White Flag", osvaja sve svjetske top liste i dobiva "Ivory Award" za internacionalni hit godine. Spot za ovu pjesmu Dido je napravila s Davidom Boreanazom, zvijezdom serija "Buffy, ubojica vampira" i "Kosti". Nakon toga, uslijedila su još tri singla, i to  "Life for Rent", "Don't Leave Home" i "Sand in My Shoes". Za to vrijeme Dido je krenula na promotivnu svjetsku turneju (snimljen je i DVD u sklopu turneje, pod nazivom Dido: Live/Dido – Live at Brixton Academy, a objavljen je 2005.) Nakon njene rasprodane svjetske turneje 2004. godine, Dido je pozvana na tri koncerta "Live 8", 2. srpnja 2005. Prvo je nastupila u Londonu, zatim u Cornwallu, a onda je odletjela u Pariz i izvela pjesmu "White Flag" i duet s Youssou N'Dourom ("Thank You" i "Seven Seconds"). "Life for Rent" je do danas prodan u preko 12 milijuna primjeraka.

### Safe Trip Home (2008.)
Pri kraju 2005. godine, Dido je započela snimanje svog trećeg albuma, na kojem eksperimentira s drugačijim zvukom i producentima, uključujući Jona Briona iz Los Angelesa. Album se očekivao još krajem 2006. godine, ali je Dido na svojoj web stranici objavila da će izaći početkom 2007. U jednom intervjuu za "Q Magazine", Dido je rekla da je album gotovo završen i da još samo preostaje njegovo imenovanje. Ekskluzivno u tom intervjuu Dido je objavila imena pet novih pjesama na novom albumu: "It Comes And It Goes", "Look No Further", "Never Want To Say It's Love", "The Day Before" i žalosna pjesma "Grafton Street" (Brian Eno).
Članak "Q Magazinea" iz siječnja 2008. najavio je da bi album trebao biti objavljen u ožujku. Međutim, neki izvori su datum izlaska najavili tek za 23. rujna. ali, prema directcurrentmusic.com stranici novi album je najavljen za izdavanje 4. studenog 2008. u Sjevernoj Americi. Za još jedno odgađanje javnost je saznala početkom listopada, kada je na službenoj stranici izdano priopćenje da će zbog poteškoća u proizvodnji album, umjesto 4. studenog, izaći 17. studenog 2008. godine.
Na službenoj stranici objavljeno je ime albuma, Safe Trip Home, kao i naziv prvog singla "Don't Believe In Love", koji će biti dostupan digitalno od 9. rujna 2008. i 16. rujna na radio postajama. Isto tako, na njenoj službenoj stranici u kolovozu postavljena je nova promotivna pjesma "Look No Further" za besplatan download, iako samo na ograničeno vrijeme zbog preuređivanja stranice.
Dugo očekivani album izašao je 17. studenog i odmah zauzeo 2. mjesto na britanskoj ljestvici albuma.

## Ostali projekti
Na albumu Faithlessa "Outrospective" Dido je sudjelovala u pjesmi "One Step Too Far", koja je dospjela na 6. mjesto britanske ljestvice, te na njihovim albumima iz 2004. ("No Roots", u istoimenoj pjesmi) i iz 2006. ("To All New Arrivals", u pjesmi "Last This Day"). Bilježi i suradnje s Carlosom Santanom na njegovom albumu "Shaman" u pjesmi "Feel Like Fire".

## Nagrade
- 2001.: Nominirana je za MTV Video Music Awards za najbolji video spot ženskog izvođača - "Thank You"
- 2001.: Nominirana je za MTV Video Music Awards za najbolji spot godine, za rap spot, za najbolje režiran spot i za najbolju kinematografiju - "Stan" (suradnja s Eminemom)
- 2002.: Osvojila je NRJ nagradu za najboljeg novog izvođača
- 2002.: Osvojila je NRJ nagradu za najbolji album - "No Angel"
- 2002.: Osvojila je BRIT nagradu za najbolju britansku žensku izvođačicu
- 2002.: Osvojila je BRIT nagradu za najbolji britanski album – "No Angel"
- 2003.: Nominirana je za Grammy za najbolju žensku pop vokalnu izvedbu - "White Flag"
- 2004.: Osvojila je BRIT nagradu za najbolju britansku žensku izvođačicu
- 2004.: Osvojila je BRIT nagradu za najbolji britanski singl - "White Flag"
- 2004.: Osvojila je NRJ nagradu za najbolju stranu izvođačicu
- 2004.: Osvojila je NRJ nagradu za najbolji album - "Life for Rent"

## Diskografija

### Albumi
| Godina | Album                                                                 | Pozicija | Pozicija | Pozicija | Pozicija | Pozicija | Pozicija | Pozicija | Prodaja/Certifikat |
| Godina | Album                                                                 | VB       | FRA      | NJEM     | AUS      | ITA      | SAD      | KAN      | Prodaja/Certifikat |
| ------ | --------------------------------------------------------------------- | -------- | -------- | -------- | -------- | -------- | -------- | -------- | --- |
| 1995.  | "Odds & Ends" 1 - Demo - Objavljeno: 1995.                            | —        | —        | —        | —        | —        | —        | —        | Nije dostupan |
| 1999.  | "No Angel" - 1. studijski album - Objavljen: 1. lipnja 1999.          | 1        | 1        | 1        | 1        | 5        | 4        | 4        | BPI certifikacija: 10 puta; platinast |
| 2003.  | "Life for Rent" - 2. studijski album - Objavljen: 29. rujna 2003.     | 1        | 1        | 1        | 1        | 3        | 4        | 2        | Prodano u svijetu: 12.253.000 IFPI certifikacija: 5 puta; platinast RIAA certifikacija: 2 puta; platinast BPI certifikacija: 9 puta; platinast |
| 2008.  | "Safe Trip Home" - 3. studijski album - Objavljen: 17. studenog 2008. | 2        | 3        | 3        | 6        | 7        | 13       | 9        | |

### Singlovi
| Godina | Pjesma                                            | VB | SAD | SAD | SAD | KAN | ITA | AUS | NZ | BRA | FRA | ŠPA | Album                   |
| ------ | ------------------------------------------------- | -- | --- | --- | --- | --- | --- | --- | -- | --- | --- | --- | ----------------------- |
| 2000.  | "Stan" (Eminem featuring Dido)                    | 1  | 51  | —   | —   | 1   | 1   | 1   | 14 |     | 33  | 1   | The Marshall Mathers LP |
| 2001.  | "Here with Me"                                    | 4  | —   | —   | —   | —   | 35  | 58  | 3  | —   | 4   | 1   | No Angel                |
| 2001.  | "Thank You"                                       | 3  | 3   | 1   | 1   | 22  | 41  | —   | 3  | 1   | 30  | 3   | No Angel                |
| 2001.  | "Hunter"                                          | 17 | —   | 9   | —   | —   | —   | 50  | 28 | 16  | 45  | 22  | No Angel                |
| 2001.  | "All You Want"                                    | —  |     |     |     |     |     |     |    | —   |     | —   | No Angel                |
| 2001.  | "Don't Think of Me" (u SAD-u samo na radiju)      | —  |     |     |     |     |     |     |    | —   |     | —   | No Angel                |
| 2002.  | "My Lover's Gone" (samo Brazil)                   | —  | —   | —   | —   | —   | —   | —   | —  | 1   |     | —   | No Angel                |
| 2002.  | "Take My Hand" (u SAD-u samo na radiju)           |    | —   | 1   |     |     |     |     |    |     |     |     | No Angel                |
| 2002.  | "One Step Too Far" (Faithless featuring Dido)     | 6  | —   | 4   | —   | —   | —   | 21  | —  | —   |     | —   | Outrospective           |
| 2003.  | "Feels Like Fire" (Carlos Santana featuring Dido) | —  | —   | —   | —   | —   | —   | —   | 26 | —   |     | 29  | Shaman                  |
| 2003.  | "White Flag"                                      | 2  | 18  | 9   | 2   | 30  | 1   | 1   | 12 |     | 5   | 1   | Life for Rent           |
| 2003.  | "Stoned" (samo 12" vinil i digitalni download)    |    | —   | 1   | —   | —   |     |     |    |     |     | —   | Life for Rent           |
| 2003.  | "Life for Rent"                                   | 8  | —   |     |     |     | 8   | 28  | 17 |     | 24  | 10  | Life for Rent           |
| 2004.  | "Don't Leave Home"                                | 25 | —   |     | —   | —   |     |     |    |     |     | 19  | Life for Rent           |
| 2004.  | "Sand in My Shoes"                                | 29 | —   | 1   | —   | —   | —   | 37  | —  | —   | —   | —   | Life for Rent           |
| 2004.  | "Do They Know It's Christmas?" s Band Aid 20      | 1  | —   | —   | —   | —   | 1   | 9   | 1  | —   | 72  | —   |                         |
| 2008.  | "Don't Believe in Love"                           | 54 | —   | 29  | 29  | —   | 83  | —   | —  | —   | —   |     | Safe Trip Home          |
| 2009.  | "Quiet Times"                                     | —  | —   | —   | —   | —   | —   | —   | —  | —   | —   |     | Safe Trip Home          |
| 2010.  | "Everything to Lose"                              | —  | —   | —   | —   | —   | —   | —   | —  | —   | —   |     |                         |

## DVD-ovi
- "Here with Me/Thank You (Acoustic)" – DVD singl (2001.)
- "White Flag/Life for Rent" – DVD singl (2004.)
- "Dido: Live/Dido: Live at Brixton Academy" – CD+DVD (lipanj 2005.)

## Vanjske poveznice
- Dido - službena stranica
- Dido na koncertu Live 8
- Dido u internetskoj bazi filmova IMDb-u (engl.)